# Вдовин, Иннокентий Степанович
Иннокентий Степанович Вдовин (9 декабря 1907, село Братское — 25 декабря 1996, Санкт-Петербург) — советский и российский этнограф, лингвист, северовед, педагог. Доктор исторических наук.

## Биография
Родился в селе Братском Иркутской губернии. В конце 1920-х годов работал учителем на Дальнем Востоке. В 1930—1932 году учился на северном отделении ЛГПИ им. А. И. Герцена, а в 1934—1937 годах — на аналогичном отделении в ЛИФЛИ. Был учеником В. Г. Богораза.
В 1933—1934 годах работал на Чукотке, в частности на Чаунской культурной базе, тогда базировавшейся в Певеке.
Осенью 1941 года защитил кандидатскую диссертацию «Русско-чукотские отношения XVII—XIX веков».
В 1942—1946 годах возглавлял педагогическое училище в посёлке Бохан.
В 1946—1953 годах преподавал в ЛГУ на факультете народов Севера. Кроме того, с 1946 года работал в Институте языка и мышления, а после его преобразования в 1950 году в Институт языкознания АН СССР — в последнем. С 1957 года — сотрудник отдела Сибири Ленинградского отделения Института этнографии АН СССР.
В 1965 году защитил докторскую диссертацию, в качестве которой представил монографию «Очерки истории и этнографии чукчей».
В качестве историка и этнографа занимался историей чукчей и коряков, а также русско-чукотских отношений. Принимал участие в создании чукотского алфавита, грамматики и букваря.
Умер в Санкт-Петербурге, похоронен на Южном кладбище.

## Основные публикации
- Расселение народностей Северо-Востока Азии во второй половине XVII в. и в начале XVIII в. // Известия ВГО. 1944. Т. 76. Вып. 5. С. 250—265;

- История изучение палеоазиатских языков. М.; Л., 1954;

- Эскимосские элементы в культуре чукчей и коряков // ТИЭ. Научный сборник. 1961. Т. 64. С. 27—64;

- Очерки истории и этнографии чукчей. М.; Л., 1965;

- Жертвенные места коряков и их историко-этнографическое значение // Сборник МАЭ. 1971. Т. 27. С. 275—299;

- Юкагиры в этнической истории коряков и чукчей // Этническая история народов Азии. Л., 1972. С. 99—113;

- Очерки этнической истории коряков. Л., 1973;

- Религиозные культы чукчей // Сборник МАЭ. 1977. Т. 33. С. 117—171;

- Влияние христианства на религиозные верования чукчей и коряков // Христианство и ламаизм у коренного населения Сибири. Л., 1979. С. 86—114;

- Актуальные проблемы этнографии аборигенного населения Сибири и Севера //Этнографические аспекты изучения современности. Л., 1980. С. 16—28;

- Чукотские шаманы и их социальные функции // Проблемы истории общественного сознания аборигенов Сибири. Л., 1981. С. 178—217;

- Роль географического фактора в истории народов Сибири (по материалам Северо-Востока // Роль географического фактора в истории докапиталистических обществ. Л., 1984. С. 184—198;

- Из истории становления социальной организации аборигенов Северо-Востока Сибири // Этнические культуры Сибири: проблемы эволюции и контактов. Новосибирск, 1985. С. 3—9;

- Русские и советские ученые о народностях Дальнего Востока и проблемы историко-этнографического исследования региона // Народы Дальнего Востока СССР в XVIII—XX вв.: Историко-этнографические очерки. М., 1985. С. 17—39;

- Язык как историко-этнографический источник (на материалах чукотских и корякских языков) // Известия СО АН СССР. Серия «История, филология и философия». 1987. № 10. Вып. 2. С. 47—57;

- Этногенез и этнические связи ительменов // История и культура ительменов. Л., 1990. С. 14—39;

- В. Г. Богораз-Тан — ученый, писатель и общественный деятель // СЭ. 1991. № 2. С. 82—92.